# Caroline Veyre
Caroline „Caro“ Veyre (* 4. Oktober 1988 in Paris, Frankreich) ist eine kanadische Boxerin im Federgewicht. Sie lebt seit 2003 im kanadischen Montreal und begann im Alter von 18 Jahren mit dem Boxsport.

## Boxkarriere
Caroline Veyre nahm 2014 an den Weltmeisterschaften in Jeju-si teil, wo sie in der Vorrunde gegen Charlene Jones ausschied. Im Juni 2015 gewann sie mit Siegen gegen Adriana Araújo, Stefani Lopez, Dayana Sánchez und Kiria Tapia die Panamerikaspiele-Qualifikation in Tijuana und sicherte sich im Folgemonat bei den Panamerikanischen Spielen in Toronto die Goldmedaille im Leichtgewicht, nachdem sie Kiria Tapia, Mirquin Jahaziel Sena und Dayana Sánchez besiegt hatte.
Im Dezember 2015 siegte sie bei der nationalen Olympiaqualifikation in Montreal, unterlag jedoch im März 2016 bei der amerikanischen Olympiaqualifikation in Buenos Aires im Viertelfinale gegen Mikaela Mayer. Eine letzte Chance zur Teilnahme an den Olympischen Spielen 2016 waren die Weltmeisterschaften 2016 in Astana. Dort unterlag Veyre jedoch im Achtelfinale gegen die spätere Gewinnerin und auch Olympiasiegerin, Estelle Mossely.
2017 erreichte sie bei den Panamerikameisterschaften in Tegucigalpa, unter anderem mit einem Sieg gegen Mikaela Mayer das Finale, wo sie gegen Beatriz Ferreira verlor und Silber im Leichtgewicht gewann. Bei den Commonwealth Games 2018 in Gold Coast unterlag sie im Viertelfinale Yetunde Odunuga und bei den Weltmeisterschaften 2018 in Neu-Delhi nach drei Siegen im Viertelfinale gegen Kellie Harrington.
Die Weltmeisterschaften 2019 in Ulan-Ude beendete sie nach einer Niederlage gegen Yodgoroy Mirzayeva auf Platz 9. Aufgrund ihrer Ranglistenplatzierung erhielt sie von der IOC Task Force einen Startplatz bei den 2021 in Tokio ausgetragenen Olympischen Spielen 2020. Dort besiegte sie in der Vorrunde Nikolina Ćaćić und schied im Viertelfinale gegen Irma Testa aus.

## Sonstiges
Sie absolvierte die Universität Montreal mit einem Bachelor in Übersetzung.